# Beaverdell
Beaverdell est une municipalité située dans la province de la  Colombie-Britannique, dans le District régional de Kootenay Boundary.